# Frederic Wilhelm, Prinț de Nassau-Weilburg
Frederic Wilhelm, Prinț de Nassau-Weilburg  (n. 25 octombrie 1768, Haga, Comitatul Olanda, Provinciile Unite – d. 9 ianuarie 1816, Weilburg, Hessa, Germania) a fost conducător al Nassau-Weilburg. În 1806 a primit titlul de Prinț de Nassau, în timp ce vărul său, Prințul Frederic Augustus de Nassau-Usingen, a devenit Duce de Nassau. Frederic Wilhelm a murit în ianuarie 1816, cu numai două luni înaintea vărului său. Ambii au fost succedați de fiul lui Frederic Wilhelm, Wilhelm.
Prin fiul său, Frederic Wilhelm a fost străbunicul reginei Elisabeta a României.

## Biografie
Frederic Wilhelm a fost fiul cel mare al lui Karl Christian de Nassau-Weilburg și al Prințesei Wilhelmine Carolina de Orania-Nassau. Wilhelmine Carolina a fost fiica lui Willem al IV-lea, Prinț de Orania și a Annei, Prințesă Regală și Prințesă de Orania. Bunica lui Frederic Wilhelm, Anne, a fost fiica cea mare a regelui George al II-lea al Marii Britanii și a reginei Caroline de Ansbach.
La 31 iulie 1788 la Hachenburg, Frederic Wilhelm s-a căsătorit cu Louise Isabelle de Kirchberg (19 aprilie 1772 - 6 ianuarie 1827). Mirele era cu aproape 20 de ani mai în vârstă decât mireasa, care avea numai 16 ani. La acel moment el era încă moștenitorul principatului. Tatăl lui a murit la 28 noiembrie în același an iar Frederic l-a succedat.
Frederic Wilhelm și Louise Isabelle au avut patru copii:
- Wilhelm, Duce de Nassau (14 iunie 1792 - 20 august/30 august 1839).
- Auguste Luise Wilhelmine de Nassau-Weilburg (Weilburg, 5 ianuarie 1794 - Weilburg, 11 aprilie 1796).
- Henrietta de Nassau (30 octombrie 1797 - 29 decembrie 1829). S-a căsătorit cu Arhiducele Karl, Duce de Teschen
- Friedrich Wilhelm de Nassau-Weilburg (Bayreuth, 15 decembrie 1799 - Viena, 6 ianuarie 1845). S-a căsătorit la 7 iunie 1840 cu Anna Ritter, Edle von Vallyemare (1802 - 1864), creată Gräfin von Tiefenbach în 1840, văduva lui Johann Baptist Brunold. Singura lor fiică a fost:
  - Wilhelmine Brunold (5 iulie 1834 - Geneva, 12 decembrie 1892), creată în 1844 Gräfin von Tiefenbach, căsătorită la Paris la 30 octombrie 1856 și divorțată în 1872 de Émile de Girardin

1. ↑  Katalog der Deutschen Nationalbibliothek, accesat în 17 iulie 2021